# Каменка (Мозырский район)
Ка́менка (транслит.: Kamienka; бел. Ка́менка) — агрогородок в Мозырском районе Гомельской области Республики Беларусь. Административный центр Каменского сельсовета.

## География

### Расположение
В 15 км на юго-запад от Мозыря, 10 км от железнодорожной станции Козенки (на линии Калинковичи — Овруч), 153 км от Гомеля.

### Гидрография
Неподалёку искусственный водоём.

## Транспортная сеть
Около агрогородка проходит автомобильная дорога P36. Транспортные связи по просёлочной, затем по автодорогам (Мозырь — Лельчицы), которые отходят от Мозыря. Планировка состоит из прямолинейной улицы с переулками, ориентированной с юго-востока на северо-запад и застроенной двусторонне, деревянными крестьянскими усадьбами.

## Этимология
Название деревни, безусловно, от основы «камень». Недалеко от деревни в урочище Каменец почвы чрезвычайно каменистые, в отличие от песчаных в других местах. Рассказывают также, что на обочине дороги в Каменку в давние времена лежал камень. Ему придавалась какая-то магическая сила. Первопоселенцы будто бы назвали выбранное для жительства место именем «святого» камня.

## История
Возникла Каменка во второй половине XVIII в. Найденный в деревне в 1890 году клад из серебряных монет и изделий относится к 4-й четверти XVII века и свидетельствует о деятельности человека в этих местах в то время. По письменным источникам известна с XVIII века как деревня в Мозырском уезде Минского воеводства Великого княжества Литовского.
После 2-го раздела Речи Посполитой (1793 год) в составе Российской империи. В 1811 году помещичье владение. В 1850 году центр одноимённого поместья, хозяин которого полковник Бок владел в 1872 году 507 десятинами земли и 3 водяными мельницами. В 1879 году обозначена как село в Мозырском церковном приходе. Согласно переписи 1897 года действовала водяная мельница. В 1908 году в Слобода-Скрыгаловской волости Мозырского уезда Минской губернии.
Землевладельцами были Марцинкевичи, Березовские, Рымши, затем Карл Фон-Бок, отставной полковник русской армии, дворянин. В начале XX в. Фон-Бок продал земли и 4 мельницы местным крестьянам. Одним из новых хозяев был Андрей Урсин. Крестьяне звали его «Венгер», так как родом был из Венгрии. К мельницам он приспособил шерстечесалку и сукновальню. В имении был большой сад и рыбный пруд.
В 1909 году в деревне насчитывались 62 двора, 419 жителей. Больше 10 сельчан погибли на фронтах Первой мировой войны. В 1917 г. в деревне было 87 хозяйств, 327 жителей.
В годы гражданской войны были образованы Каменский сельсовет и комитет бедноты. С 1924 г. по 1935 г. находилась в составе Велико-Боковкого сельсовета Мозырского, Слободского, затем Ельского районов.
В 1924 г. в Каменке насчитывалось 102 двора и 500 жителей. В 1931 г. открыты начальная школа и изба-читальня.
С 1 апреля 1931 года центр Каменского сельсовета Ельского, с 5 апреля 1935 года Мозырского районов Мозырского (с 21 июня 1935 года до 20 февраля 1938 года) округа, с 20 февраля 1938 года Полесской, с 8 января 1954 года Гомельской областей.
В 1931 году организован колхоз «Новая Каменка», работала водяная мельница.
В первые дни Великой Отечественной войны было мобилизовано на фронт свыше 70 человек. Несколько человек оставлены для подпольной работы. Многие жители включились в партизанскую борьбу. В июле 1943 года оккупанты полностью сожгли деревню и убили 5 жителей. На фронтах и в партизанской борьбе погибли 310 жителей из деревень Каменского сельсовета, в память о них в 1975 году на южной окраине деревни установлена скульптурная композиция и стела с именами павших.
В 1950 г. – хозяйства трёх соседних деревень – Каменки, Великого Бокова и Васьковки объединились в один крупный колхоз, названные в честь А. В. Суворова. Колхоз позднее преобразовался в совхоз «Мозырский». В 1964 г. выделился совхоз «Каменка» с центром в д.Каменка, мясомолочного и овощеводческого направления.
В 1967 г. построены средняя школа и стадион, клуб, в 1972 г. – детский сад. В те же годы возведены административные здания сельского совета и совхоза, фельдшерско-акушерского пункта, магазинов, столовой, мастерских бытового обслуживания. Активно велось строительство жилья в совхозе.
В 1989 г. колхоз «Каменка» по решению власти был разделен на два хозяйства: «Мозырская овощная фабрика» (МОФ) и «Красное знамя» (центр д. Мелешковичи). В состав совхоза «МОФ» вошли д. Каменка, Великий Боков и Васьковка с центром в д. Каменка. Новый совхоз стал специализироваться на выращивании овощей. Дополнительно в п. Криничный были построены закрытые теплицы ёмкостью 3 га. Они круглый год снабжают город и район свежими овощами. В 2007 г. к фабрике присоединили соседнее хозяйство «Красное Знамя».
Центр совхоза «Мозырская овощная фабрика». Действуют механическая мастерская, средняя школа, Дом культуры, библиотека, фельдшерско-акушерский пункт, детские ясли-сад, отделение связи, столовая, магазин.
В 2011 году деревня Каменка преобразована в агрогородок.

## Население

### Численность
- 2021 год — 557 жителей.

### Динамика
- 1795 год — 19 дворов, 110 жителей.
- 1850 год — 114 жителей.
- 1897 год — 57 дворов, 361 житель (согласно переписи).
- 1908 год — 62 двора, 419 жителей.
- 1909 год — 62 двора, 419 жителей.
- 1917 год — 87 хозяйств, 327 жителей.
- 1924 год — 102 двора, 500 жителей.
- 1925 год — 108 дворов.
- 1941 год — 84 двора, 328 жителей.
- 1959 год — 433 жителя (согласно переписи).
- 2004 год — 241 хозяйство, 684 жителя.
- 2021 год — 557 жителей[4].

## Инфраструктура
На территории агрогородка функционируют средняя школа, сельский Дом культуры, сельская библиотека, фельдшерско-акушерский пункт, детские ясли-сад, отделение связи, магазин.

## Культура
- Дом культуры
- Музей ГУО «Каменская средняя школа Мозырского района»

## Достопримечательность
- Памятник землякам, погибшим в Великой Отечественной войне[3]